# Я шагаю по Москве
«Я шага́ю по Москве́» — советский художественный фильм, снятый на киностудии «Мосфильм» режиссёром Георгием Данелией по сценарию Геннадия Шпаликова в 1963—1964 годах. Основу киноповествования составили события, происходившие в течение одного дня с молодым метростроевцем Колькой и его друзьями — сибирским монтажником Володей Ермаковым, призывником и молодожёном Сашей, продавщицей отдела грампластинок ГУМа Алёной. Фильм, представляющий собой цепочку завершённых эпизодов-новелл, стал кинематографическим дебютом для ряда исполнителей (Евгений Стеблов, Владимир Басов, Ирина Мирошниченко); Никита Михалков впервые сыграл главную роль в кино. Лента, жанр которой определён создателями как лирическая комедия, снята оператором Вадимом Юсовым с применением длиннофокусной оптики, позволившей приблизить фактуру изображения к эффекту подлинности. В картине звучит песня Андрея Петрова на стихи Геннадия Шпаликова «А я иду, шагаю по Москве».
Отзывы и рецензии современников Данелии и Шпаликова были неоднозначными. В киноведческих изданиях, наряду с признанием мягкого лиризма картины и естественной игры актёров, звучали претензии, связанные с «бесконфликтностью» действия и отсутствием в сюжете сложной драматургии. Фильм был представлен на XVII Каннском кинофестивале 1964 года, где Данелия был удостоен специального почётного упоминания жюри в числе молодых кинематографистов: «За индивидуальность и обещания, которые они выразили в своих произведениях». Операторская работа Вадима Юсова была отмечена в этом же году первыми премиями на Всесоюзном кинофестивале и на Международном техническом конкурсе фильмов в рамках VI конгресса УНИАТЕК в Милане.

## Сценарий

Сцена съёмок эпизода фильма

Идея фильма «Я шагаю по Москве» начала оформляться после того, как молодой сценарист Геннадий Шпаликов изложил Георгию Данелии предварительный замысел новой картины: во время дождя по городской улице босиком, размахивая туфлями, идёт девушка; следом за ней медленно едет промокший велосипедист. Никаких других задумок, развивающих сюжет, у Геннадия в тот момент ещё не было, однако сцена «под дождём» оказалась тем камертоном, который в конечном итоге определил стилистику и интонацию будущей ленты. Её создатели к началу совместной работы уже имели определённый кинематографический опыт: Данелия успел выпустить фильмы «Серёжа» (совместно с Игорем Таланкиным) и «Путь к причалу», Шпаликов пережил длительную цензурную тяжбу из-за картины «Застава Ильича», снятой по его сценарию Марленом Хуциевым. В марте 1963 года первый секретарь ЦК КПСС Никита Хрущёв во время встречи с интеллигенцией заявил, что знакомство с материалами «к кинофильму с весьма обязывающим названием» показало: «Застава Ильича» заполнена «неприемлемыми, чуждыми для советских людей идеями». Выступление Хрущёва стало сигналом для чиновников, которые и ранее считали, что в ленте Шпаликова и Хуциева имеются идеологические просчёты; в итоге после многочисленных переделок и удаления ключевых сцен картина вышла на экраны под названием «Мне двадцать лет».
Работа над новым сценарием, изначально имевшим название «Верзилы», проходила в Доме творчества кинематографистов «Болшево». Шпаликов печатал на машинке текст отдельных эпизодов и передавал их Данелии; тот, в свою очередь, «переводил» лирическую прозу соавтора на язык кинодействия, правил диалоги и расставлял знаки препинания. По воспоминаниям режиссёра, в работе Шпаликов проявлял себя прежде всего как поэт — к примеру, эпизод «Дождь» в его авторском варианте выглядел так: «По тому, как внезапно среди летнего дня потемнело в городе, по ветру, подувшему неизвестно откуда, по гонимой речной воде, по вскинутым мгновенно юбкам девочек, по шляпам — придержи, а то улетит, по скрипу и скрежету раскрытых окон и по тому, как все бегут, спасаясь по подъездам, — быть дождю. И он хлынул». Эпизод с девушкой и велосипедистом был включён и в раннюю, и в окончательную сценарные версии, только в итоговой редакции в руках у парня появился ещё и зонт, которым он пытался прикрыть незнакомку.
На начальном этапе в сценарии было два главных героя — прибывший в Москву монтажник-сибиряк Володя Ермаков и беспечно-обаятельный метростроевец Колька. Во время прогулок по столице приятели периодически оказывались в центре то смешных, то нелепых ситуаций — к примеру, Ермаков, пытаясь задержать в парке жулика, сам попал в милицию в качестве нарушителя. Некоторые из персонажей, появившиеся в ранних версиях, впоследствии исчезли — к ним относится, в частности, малоприятный физик Митя — бывший ухажёр продавщицы Алёны. В эпизоде с Митей (которого друзья встретили в ресторане с другой дамой) присутствовала отсылка к Окуджаве — глядя на прежнего поклонника Алёны, обслуживаемого сразу двумя официантками, Колька напевал куплет из песни Булата Шалвовича: «А мы себе вразвалочку, покинув раздевалочку… идём себе в отдельный кабинет». Точно так же исчезли сцены с гусем, купленным одним из героев по просьбе матери; с птицей, приобретённой для обеда, друзья постоянно попадали в весьма эксцентричные переплёты.
В процессе работы Шпаликов и Данелия отказались от названия «Верзилы», переименовав сценарий сначала в «Приятели», а затем — в «Я шагаю по Москве». На промежуточном этапе появился Саша — незадачливый жених, стремившийся из-за предстоящей свадьбы получить отсрочку от армии, а после ссоры с невестой обратившийся в военкомат с просьбой немедленно отправить его на службу. Доработка сценария происходила и во время съёмок. Так, руководители киностудии после просмотра рабочих материалов отмечали, что бессюжетной картине явно не хватает «эпизода со смыслом». Поиски необходимого фрагмента были затяжными и завершились в подъезде дома, где жили Шпаликов, его жена Инна Гулая и их новорождённая дочь Даша. Увидев на лестнице уборщицу, мывшую полы, прибывший на семейное торжество Данелия предположил, что героем «смыслообразующего» эпизода мог бы стать полотёр. Пока в квартире Шпаликова шли приготовления к обеду, сценарист и режиссёр записали придуманный ими текст в подъезде на упаковке из-под торта: «Сцена получилась недлинной — уместилась на крышке и днище коробки». Так в сценарии появился «литературно подкованный» полотёр, выдававший себя за писателя Воронова.
При сдаче и утверждении сценария возникли определённые проблемы с худсоветом творческого объединения, представители которого увидели явное сходство новой картины с «Заставой Ильича» (речь шла и о составе компании, и о близости типажей, и о бесцельном времяпрепровождении гуляющих по городу молодых героев). Тем не менее судьба фильма «Я шагаю по Москве» оказалась удачнее, чем история ленты Хуциева. По воспоминаниям Данелии, запустить картину в производство ему помог один из руководителей Государственного комитета Совета министров СССР по кинематографии — Владимир Баскаков, на слово поверивший режиссёру, что фильм будет снят «без фиги в кармане».

## Сюжет

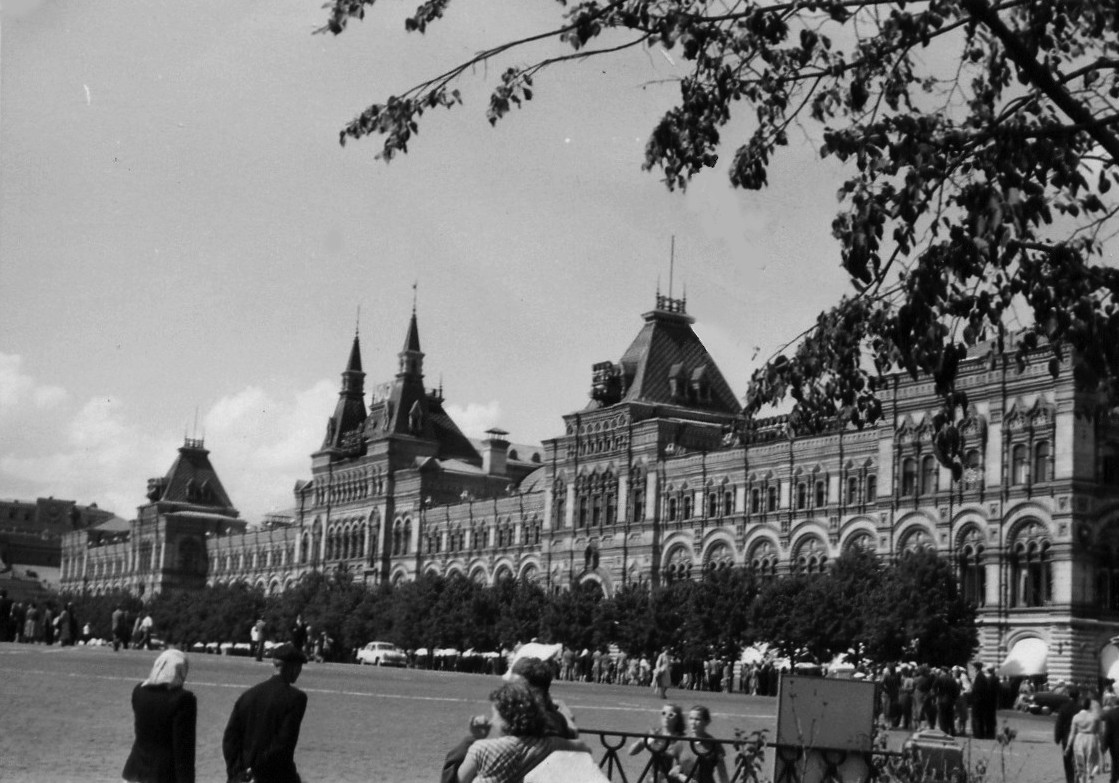
Москва. ГУМ. Начало 1960-х годов

Действие фильма происходит в первой половине 1960-х годов в течение одного дня. Утром прилетевший в Москву из Сибири молодой монтажник (и попутно — начинающий писатель) Володя Ермаков (Алексей Локтев) видит на аэродроме танцующую девушку (Арина Алейникова); во время краткого диалога она сообщает незнакомцу, что встречает мужа и у неё «всё хорошо». Позже герой знакомится с возвращающимся с ночной смены юным метростроевским проходчиком Колькой (Никита Михалков). Более всего тот мечтает об отдыхе, но основательно выспаться Кольке не удаётся — ему постоянно приходится помогать знакомым и незнакомым людям в решении различных житейских вопросов. Он показывает гостю столицы, как найти Строительный переулок, отыскивает хозяйку собаки, покусавшей Ермакова на бульваре, уговаривает сестру зашить Володины порванные брюки. Далее выясняется, что Колькино вмешательство необходимо и для улаживания проблем его товарища Саши (Евгений Стеблов) — накануне свадьбы тот получил повестку из военкомата, и нужно объяснить военкому, почему будущему молодожёну требуется отсрочка.
Отправляясь в ГУМ, чтобы купить жениху чёрный костюм, друзья задерживаются в отделе пластинок, где работает юная продавщица Алёна (Галина Польских) — Колька приглашает её на свадьбу к Саше, а Володя — к себе в Сибирь, обещая, что там для девушки построят магазин. День вмещает много больших и малых событий: герои наведываются в квартиру писателя Воронова (Аркадий Смирнов), где общаются с полотёром (Владимир Басов), выдающим себя за хозяина; Саша то ссорится, то мирится со своей невестой Светой; Колька демонстрирует возможности гипноза по отношению к одному из посетителей парка (Ролан Быков); персонажи участвуют в коллективной погоне за вором, который в итоге оказывается задержанным благодаря находчивости Алёны. В финале картины герои прощаются на станции «Университет» московского метрополитена: Володя запрыгивает в свой вагон; Алёна уезжает в противоположном направлении; Колька, напевая «Бывает всё на свете хорошо…», движется на эскалаторе к выходу.

Анекдотические перипетии, будь то изобретательная поимка страшного преступника в парке культуры, сеанс гипноза, ссоры и примирения только что вступивших в брак молодожёнов, поиски девушки, в которую одновременно влюбились Володя и Колька, поход к писателю, выслушивание «народной критики» от полотёра — всё служило одной интонации, рождало ощущение праздника жизни.

## Выбор исполнителей
После утверждения сценария начался подбор исполнителей. На роль Кольки рассматривались разные претенденты, в том числе Геннадий Бортников, участвовавший в фотопробах, и Виталий Соломин, кандидатура которого была одобрена худсоветом. Тем не менее Шпаликов предложил Данелии пригласить на кинопробы восемнадцатилетнего Никиту Михалкова. Режиссёр поначалу усомнился в целесообразности этого выбора — Михалков, которого он видел за полгода до начала работы над картиной, казался ему слишком юным для роли Кольки: «подросток, гадкий утёнок». Тем не менее сценарист, друживший со старшим братом Никиты — Андроном Кончаловским — и часто бывавший в их доме, проявил настойчивость. Когда Михалков появился на съёмочной площадке, Данелия обнаружил, что стоящий перед ним крепкий человек — ростом выше его на голову — вполне мог бы работать метростроевцем. По ироничному замечанию режиссёра, «пока мы бесконечно переделывали сценарий, вышло, как у Маршака: „за время пути собачка могла подрасти“». Впоследствии Никита Михалков вспоминал, что участие в фильме «Я шагаю по Москве» во многом определило его творческую биографию — после съёмок он решил поступать в Щукинское училище.
На роль молодожёна-призывника Саши изначально был утверждён некий «парень» по имени Игорь (фамилии его режиссёр не запомнил). Также рассматривалась кандидатура Владимира Грамматикова, но его, как и его героя, забрали в армию. Через некоторое время ассистент по актёрам Лика Авербах привела в павильон второкурсника Щукинского училища Евгения Стеблова. Этот исполнитель, по утверждению Авербах, был по своей органике ближе к образу Саши. Сам Стеблов писал в книге воспоминаний, что хождение по «Мосфильму» с «неясной целью» (в надежде, что его типаж окажется востребованным для той или иной картины) было одним из тех приёмов, которыми пользовались студенты театральных вузов. В один из дней им посоветовали подойти на просмотр в киногруппу фильма «Я шагаю по Москве». Там второй режиссёр Маргарита Чернова вручила Стеблову сценарий фильма. Затем состоялась запись пробного эпизода «Жених на свадьбе». Так произошла замена исполнителя.
Разрешение на съёмки в Щукинском училище давали нечасто и лишь в исключительных случаях. В ситуации со Стебловым решение должен был принять ректор Борис Захава. Он в ту пору снимался в фильме Сергея Бондарчука «Война и мир». Бондарчук, в своё время исполнивший главную мужскую роль в картине «Серёжа», был связан с Данелией добрыми отношениями. Благодаря этой цепочке взаимных договорённостей Стеблов и получил возможность участвовать в съёмках «Я шагаю по Москве». Ирина Мирошниченко (в то время студентка первого курса Школы-студии МХАТ) рискнула сняться в эпизоде картины без разрешения деканата, полагая, что фильм будет «проходным». На общих основаниях она прошла кинопробы и была утверждена режиссёром на роль старшей Колиной сестры Кати. После выхода «Я шагаю по Москве» на экраны Мирошниченко за нарушение правил едва не была отчислена, и только общее собрание курса заменило её исключение «строгим выговором».
Роль сибиряка Володи Ермакова Данелия предложил сыграть молодому актёру Московского театра имени А. С. Пушкина Алексею Локтеву. До начала работы в фильме «Я шагаю по Москве» Локтев уже успел получить кинематографический опыт — ещё в 1960 году он снялся в картине Якова Сегеля «Прощайте, голуби». Участие в картине Данелии принесло артисту успех, однако в дальнейшем его творческая биография сложилась противоречиво. Володя Ермаков остался самым заметным героем в актёрской судьбе Локтева.
На роль продавщицы ГУМА Алёны пробовалась актриса Наталья Селезнёва. Кинопробы вышли удачными, однако худсовет утвердил другую артистку — Галину Польских. Она не относилась к числу кинодебютантов, поскольку уже была известна как исполнительница главной роли в фильме «Дикая собака Динго». В список участников эпизодов вошёл молодой Валентин Смирнитский — будущий «Портос» предстал в картине Данелии в образе покупателя отдела грампластинок ГУМа. В роли человека, натиравшего полы в квартире писателя Воронова, режиссёр видел Рудольфа Рудина. Однако его участие в съёмках не состоялось. Образ полотёра воплотил Владимир Басов — это был его актёрский дебют.
Небольшой эпизод под названием «Девушка под дождём» снимался в течение нескольких дней. «Портрет» промокшей героини был создан силами трёх разных исполнительниц (по неизвестным причинам после первого дня съёмок на следующий они не приходили). Одну из них камера зафиксировала на общем плане, другую (студентку ГИТИСа Светлану Беседину) — на среднем. На третий день на площадке появилась журналистка, которой требовалось взять интервью у Данелии. В связи с отсутствием первых двух «актрис» режиссёр предложил ей поучаствовать в съёмках. Именно её ноги показаны на экране. Образ парня-велосипедиста, едущего за незнакомкой с зонтом, был создан двумя исполнителями. Фамилия первого неизвестна, вторым оказался студент ВГИКа Олег Видов. Роль человека, «загипнотизированного» Колькой в парке, сыграл Ролан Быков. Сам будучи режиссёром, монтировавшим в ту пору картину «Пропало лето», он во время съёмок непрестанно импровизировал, предлагая разные варианты раскрытия образа своего персонажа. В небольшой роли девушки, рисующей лошадь, снялась студентка Щепкинского училища Инна Чурикова.

## Съёмки. Режиссёрская работа

Момент съёмок эпизода с полотёром

Съёмочная группа ленты «Я шагаю по Москве» была молодой и лёгкой на подъём — как отмечал Михаил Ромм, азарт и внутренняя свобода сценариста, режиссёра, оператора, композитора отразились и на экране: в картине «нет натуги, она сделана изящно». Актёры, в том числе дебютанты, вели себя перед камерой раскованно, а их игра больше напоминала естественное поведение молодых людей в предлагаемых обстоятельствах (правда, по мнению кинокритика Ростислава Юренева, их непринуждённость связана в основном с тем, что в картине, лишённой явного конфликта, перед исполнителями не ставились сложные драматургические задачи, поэтому артистам было легко играть «самих себя»). Режиссёр Эмиль Лотяну уточнял, что «звонкий, хмельной» фильм был «написан акварелью, светлыми и прозрачными красками».
Тем не менее впоследствии Данелия вспоминал, что на первом этапе возникла проблема с Никитой Михалковым — через неделю после начала съёмок он потребовал увеличения актёрской ставки до 25 рублей в день. Режиссёр объяснил, что такие суммы в кино выплачивают только опытным, хорошо зарекомендовавшим себя артистам. Заявление Михалкова о том, что за меньшие деньги он сниматься отказывается, не произвело на Данелию особого впечатления. Режиссёр сообщил исполнителю роли Кольки, что тот должен покинуть площадку, — вместо него в картине будет участвовать другой актёр, также успешно прошедший кинопробы. Ситуация разрешилась после признания Михалкова, что выдвинуть ультиматум о повышении ставки в тот момент, когда часть сцен уже отснята, — это идея его старшего брата Андрона. Как сообщил впоследствии Данелия, «дальше работали дружно».
Фильм получился более деликатным, а отношения героев — более трепетными, чем было прописано в сценарной версии. Поведение и характеры персонажей менялись уже в процессе съёмок. Если в произведении Шпаликова Володя при первой встрече с Алёной рекомендовал ей поработать проводницей и пытался положить девушке руку на плечо, а Колька выглядел довольно развязным, то во время работы с актёрами на создателей картины сошёл, по словам публициста Елены Ямпольской, «дух целомудрия, смиренномудрия, терпения и любви».
Оценивая режиссёрскую работу, киноведы Нея Зоркая и Андрей Зоркий отмечали, что и в дебютном фильме Данелии «Серёжа», и в его последующих картинах, включая «Я шагаю по Москве», обнаруживается законченность практически каждого кинематографического эпизода. Они напоминают завершённые новеллы, причём любая из них гармонично вписывается в общую последовательность действия. Подобный подход к съёмкам Сергей Эйзенштейн называл «монтажом аттракционов». Фильм «Я шагаю по Москве» по структуре представляет собой обозрение со множеством коротких самостоятельных сюжетов. К примеру, сцена «Девушка и велосипедист» — это фактически законченная кинематографическая новелла, в которой создан необычный «образ… любви, свидания влюблённых». При этом многоэпизодность в ленте не хаотична — она чётко организована, ограничена временными рамками (время действия — с утра до полуночи) и выстроена вокруг частной истории, рассказывающей об одном дне из жизни метростроевца Кольки.

## Операторская работа

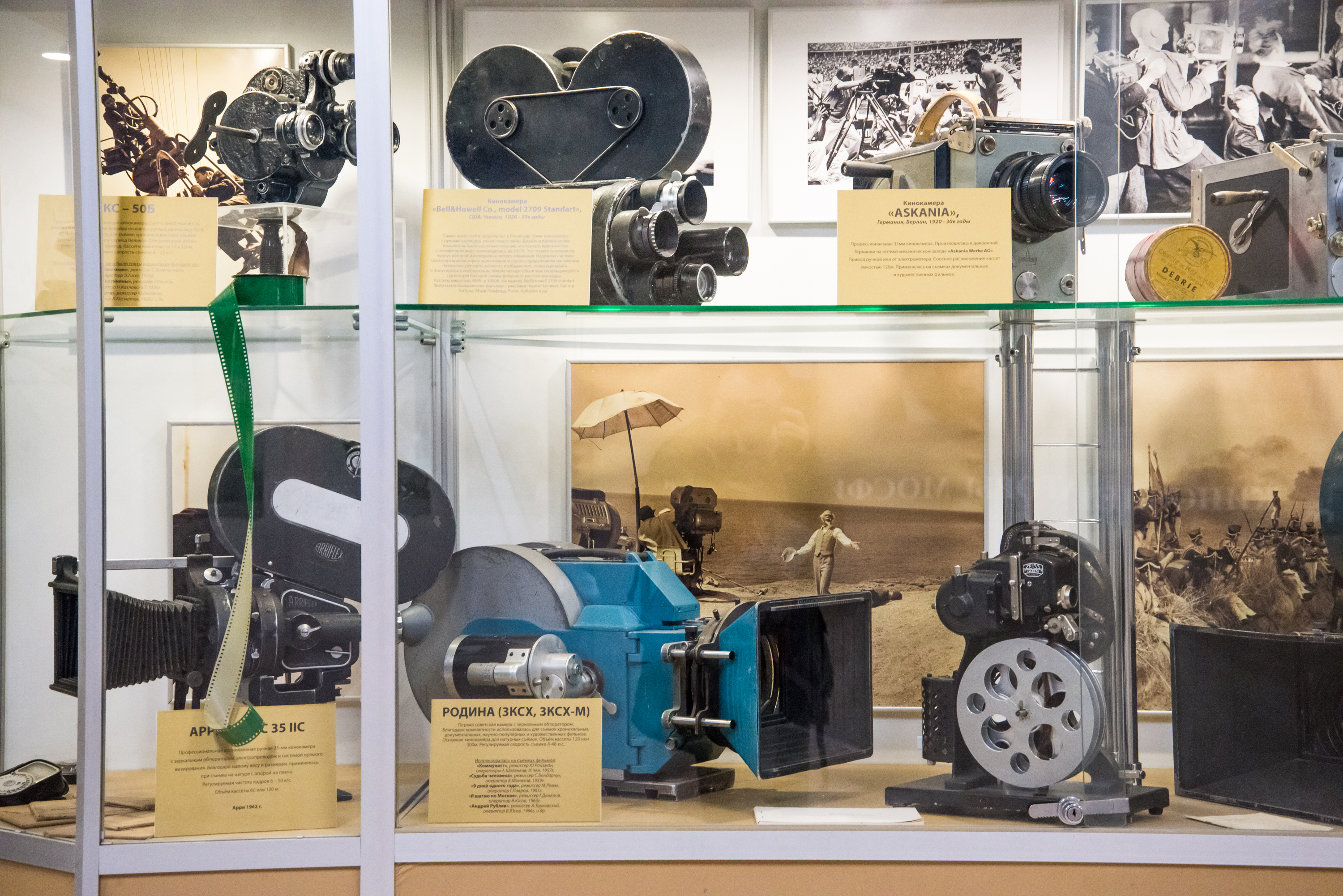
Кинокамера «Родина», использовавшаяся во время съёмок фильма «Я шагаю по Москве». Экспонат музея «Мосфильма»

В 1976 году Вадим Юсов, отвечая на вопрос корреспондента журнала «Искусство кино» о том, что важнее для оператора — сюжет или атмосфера фильма, сказал, что «эти понятия нельзя противопоставить, нельзя разделять, так как одно без другого просто не существует». Тем не менее, по словам искусствоведа Марины Голдовской, в творческой биографии Юсова присутствует картина, в которой именно атмосфера во многом определяет основной смысл произведения. Речь идёт о фильме «Я шагаю по Москве» — ленте, в которой создан «импрессионистический» образ большого города. Юсов (успевший до встречи с Данелией поработать с Андреем Тарковским в картинах «Каток и скрипка» и «Иваново детство», а позже снявший его же «Андрея Рублёва») стал одним из первых советских операторов, сумевших передать «фактуру среды — густого, накалённого полуденного воздуха, лёгкой утренней прохлады, летнего ливневого дождя».

Он [Юсов] применил длиннофокусную оптику, которая, как бы спрессовывая глубину пространства, делает воздух более плотным. Это умение погрузить действие в световоздушную атмосферу стало завоеванием кинематографа последнего времени, оно ещё более приблизило фактуру изображения к эффекту подлинности. <...> В фильме «Я шагаю по Москве» изображение на экране переливалось, сверкало в лучах солнца. Юсов отрабатывал фактуру стекла, воды, дождевых капель.— Марина Голдовская
Снятая Юсовым панорама города с дальними планами, включающими в общий обзор и Москва-реку, и мосты, и байдарки с гребцами, и столичные улицы, рождала у современников оператора ассоциации с актуальной в ту пору «космической высотой». В то же время в иных — приземлённых — кадрах мелькают ноги пешеходов («обувь крупным планом»), зафиксирован поток машин, движущихся с экрана то к зрителям, то в противоположную сторону. В другом эпизоде тот же автомобильный ряд со множеством огней выполняет роль вечернего фона, а главным объектом становится памятник Маяковскому, запечатлённый оператором с крыши ресторана «София». Сцена строительства метро снималась Юсовым широкоугольным объективом «рыбий глаз». Впоследствии Юсов рассказывал, что снятые им сверху панорамные виды Москвы вызвали вопросы у представителей тех органов, что отвечали за сокрытие режимных объектов на карте столицы: «Я помню, когда картину просматривали специальные люди, они спросили: „А вы что — сняли это с вертолёта? А кто вам разрешил?“ Нет, отвечаем, не с вертолёта».

## Герои и актёры

### Колька, Саша, Володя, Алёна
В шутливой песне Шпаликова «Я шагаю по Москве, / Как шагают по доске» есть строчки, почти дословно процитированные в фильме: «Здесь когда-то Пушкин жил, / Пушкин с Вяземским дружил». Пушкинскую тему в одном из эпизодов обыгрывает в своей квартире Колька — показывая Володе Ермакову на соседнее здание, он сообщает: «А вот в том доме когда-то Пушкин жил». По заверению Кольки, теперь там живут родственники поэта — в частности, его правнук, являющийся игроком футбольной команды «Торпедо». Володя, посмотрев на выглянувшего из окна «родственника», верит: «Похож».
Общительный балагур Колька — это человек, чувствующий внутреннюю потребность принимать участие во всех событиях, происходящих вокруг него. Так, именно он не только помогает другу Саше решить проблемы с военкоматом, но и стремится помирить его с молодой женой Светой. Деятельная энергия героя влияет и на настроение окружающих, поэтому в историю воссоединения Саши и Светы включается — под Колькиным воздействием — весь двор: гости, танцующие на асфальте под звуки радиолы, поворачиваются к Светиному окну и начинают дружно скандировать: «Возьми трубку, это Коля!» Когда же Света, поговорив по телефону с Колькой, выходит в белом платье на улицу, весь двор опять-таки оказывается втянутым в заданную молодым метростроевцем атмосферу расположенности к миру и друг к другу. По словам исполнителя роли Кольки Никиты Михалкова, его работа в фильме «Я шагаю по Москве» была «самой… летящей с точки зрения энергозатрат».

Множество забавных подробностей помнится до сих пор. Как ночью я с сердцем, замирающим от ужаса, таскал из маминой тумбочки «кончаловку», а в это время за углом нашего дома меня ждали Данелия, Шпаликов и оператор Вадим Юсов. (Тогда все мы ещё там за углом приняли по хорошему стаканчику «кончаловки» за мой героизм!)— Никита Михалков

Главные герои фильма: Коля, Саша, Володя, Алёна

Роль непосредственного, немного нескладного Саши, свадьба которого едва не сорвалась из-за «чересчур сильной и придирчивой любви» к невесте, — это актёрский дебют Евгения Стеблова. По признанию артиста, во время первого просмотра пробных записей эпизода со своим участием он испытал разочарование: «Я только что видел на экране сумасшедшего человека, и этим человеком был я». Репутацию юноши с лёгкой «странностью» Стеблов закрепил и в районной парикмахерской, куда приезжал каждые два-три дня с просьбой постричь его наголо машинкой определённого номера: «Меня принимали за городского сумасшедшего». Между тем регулярное посещение парикмахерской было связано с производственной спецификой: эпизоды с участием Саши снимали не в сюжетной последовательности, а вразбивку, поэтому артист должен был выходить на площадку либо в парике, либо постриженным «под ноль». Саше создатели фильма придумали отчество Индустриевич, возможно, соотнеся его с реальным именем первого соавтора Данелии — Игоря (Индустрия) Таланкина.
Роль Саши, исполненная Стебловым, понравилась Шпаликову — ему казалось, что тот играл в стилистике Чарли Чаплина. Сам же актёр долго не мог привыкнуть к своему экранному персонажу — потребовалось несколько лет, чтобы Стеблов осознал, что созданный им в фильме образ незадачливого жениха — это не «позор»: «Божьим промыслом поэтика Гены Шпаликова, режиссура Георгия Данелия, камера Вадима Юсова, наши актёрские интонации соединились, срезонировали в единое настроение».
Лирическая линия в картине связана с зарождением чувства влюблённости у Алёны и Володи. Ермаков, с одной стороны, не желает наносить душевную травму Кольке, «сердце которого учащённо бьётся при виде Алёны», с другой — не может скрыть своего интереса к юной продавщице из ГУМа. Как отмечала искусствовед Людвига Закржевская, «тут многие влюблены и готовы к ревности, но нет ни ревности, ни тем более страданий, а только приступы радости от молодости и полноты ощущения жизни». Финальная сцена фильма, когда Алёна и Володя прощаются в метро, показывает, что герои, скорее всего, больше не встретятся. Несмотря на явную симпатию к молодому сибиряку, Алёна вряд ли приедет в его таёжный край. По словам Анатолия Кулагина, такое прощание — навсегда, но без объяснений и обещаний — «сильнее „цепляет“ зрителя».

### Другие персонажи

Владимир Басов в роли полотёра

Практически все актёры, снимавшиеся в небольших ролях и эпизодах, создали запоминающиеся образы. Актриса Любовь Соколова, сыгравшая мать Кольки, выступила в том амплуа, которое в дальнейшем за ней закрепилось: «мама номер один» в советском кино. Инна Чурикова, исполнившая роль посетительницы парка, создала образ немного напуганной девушки-простушки, неожиданно для себя победившей в конкурсе «кто быстрее нарисует лошадь». По словам кинокритика Аллы Гербер, начинающая актриса показала, с каким желанием её героиня стремилась к своему «звёздному часу»: «Уже тогда на её лице промелькнуло чаплиновское извиняющееся: „Если вам смешно, смейтесь“». Роль человека, «загипнотизированного» Колькой, сыграл Ролан Быков. Его герой убеждён в том, что стал жертвой преследовавших его мошенников. Пытаясь изобличить Кольку в отделении милиции, он адресует «злоумышленнику» «несокрушимый» аргумент: «Ты рисовал лошадь? Вот видите, он раскололся!» Стилистика роли Быкова, по мнению Анатолия Кулагина, поневоле предвосхищает образ комиссара Жюва, созданного Луи де Фюнесом в трилогии о Фантомасе (в момент съёмок картины «Я шагаю по Москве» трилогия о неуловимом преступнике в маске (1964—1966) ещё не вышла на экраны).
Довольно много внимания исследователи уделили образу полотёра, созданному Владимиром Басовым. Полотёр, увидев пришедших к хозяину гостей, ведёт себя «по-хлестаковски». Войдя в роль литературного наставника, он с начальственной важностью даёт молодым героям советы и объясняет, почему Ермаков, напечатавший в «Юности» свой первый рассказ, является «лакировщиком действительности». В числе перлов полотёра — такие реплики: «Писатель? Сейчас все писатели!», «Нравятся девочки. А литература — это искусство», «Писатель должен глубоко проникать в жизнь!», «Каждый индивид должен иметь свою правду характера». По замечанию искусствоведа Людвиги Закржевской, монологи полотёра звучат вдохновенно и правдоподобно, однако отдельные детали эпизода подсказывают зрителям, что Володя и Колька оказались жертвами розыгрыша. На это указывают и «басовский (бесовский?) огонёк» в глазах мистификатора, и антураж: «И всё это — на фоне книжных полок с шикарными корешками, в одном кадре с гипсовым бюстом великого Вольтера, затаившего язвительную свою усмешку». Настоящий писатель Воронов, внезапно появившийся в квартире, выглядит рядом с колоритным героем Басова человеком скромным и простоватым.
Сцена с полотёром расценивается исследователями как «вставной концертный номер», несущий особую нагрузку: с его помощью создатели картины обозначили свою эстетическую позицию и заранее дали своеобразный ответ тем критикам, которые после выхода ленты сочли, что в лирическом повествовании мало конфликтов и драм.

Рассказ же полотёра о том, как у него украли часы, — крохотный сюжетец, заслуживающий быть вложенным в уста героя Зощенко, приведён авторами картины «Я шагаю по Москве» намеренно, как знак той житейской прозы, которой они в данном фильме сознательно пренебрегают, предлагая не «правду жизни», а воплощённую мечту о ней.— Людвига Закржевская

## Отзывы и рецензии
Это картина о совсем молодых людях. Вспоминаешь её — и хочется улыбаться. Картина начинается с улыбки и кончается ею. Она улыбается всеми своими кадрами… Каждый её кадр радует весёлой изобретательностью режиссёра и оператора.
Фильм «Я шагаю по Москве» вызвал разноречивые отклики у критиков. В их отзывах и рецензиях симпатия по отношению к героям чередовалась с иронией, а порой и с недоумением из-за избытка «радостного мировосприятия» создателей произведения. К примеру, киновед Ростислав Юренев, с одной стороны, признавал, что за время действия картины зрители успевали полюбить Кольку и его друзей, с другой — отмечал, что лента, в которой отсутствуют конфликты и трудности, «создаёт впечатление легковесности, легкомыслия». По мнению Юренева, «Я шагаю по Москве» вызывает избыток «умилённых, розовых эмоций». Выделив как серьёзное актёрское достижение работу Владимира Басова, кинокритик сообщил, что разделяет эстетические взгляды его героя — полотёра, считающего, что писать просто о хороших людях — мало: «Мне хотелось бы большей определённости и вместе с тем сложности ситуаций, деталей, характеров…» По замечанию Юренева, сняв оптимистичный фильм, авторы картины так и не объяснили зрителям, что и почему «бывает хорошо».
Среди современников Данелии звучали голоса и других рецензентов, решивших, что создатели фильма фактически выполнили «социальный заказ», намеренно повысив, согласно пожеланиям Никиты Хрущёва, количество позитива в советском кино. Писатель Владимир Максимов, сочтя, что Данелия и Шпаликов являются «лакировщиками действительности», отказывался при встрече подавать им руку. Шпаликова расстроила резко негативная реакция Максимова. Сценарист в ответ задавался вопросом: «Он что, и Пушкину, написавшему „Мороз и солнце, день чудесный“, руки бы не подал? Пушкин тоже лакировщик?..»
В то же время другие рецензенты благожелательно откликнулись на выход фильма. Так, киновед Андрей Зоркий в статье «Точное московское время» («Литературная газета», 1964, 7 апреля) писал, что практически в каждой сцене слышен «пульс сегодняшнего дня», а по душевно здоровым героям-оптимистам можно угадывать «верный ритм жизни». Корреспондент «Учительской газеты» Л. Кудрявцева (1964, 1 августа) указывала, что благодаря мягкому лиризму картины и непринуждённой игре актёров создан «поэтичный образ города». Журнал «Огонёк» в номере от 2 октября 1966 года сообщал, что после показа фильма «Я шагаю по Москве» в Милане итальянская газета «Иль Джорно» назвала картину Данелии «лёгкой, умной, полной не программного, а жизненного оптимизма». Финская «Ууси Суоми» отмечала, что «трудно представить себе, чтобы современное западное кинопроизводство было в состоянии создать такое же романтическое произведение».
В журнале «Советский экран» (1964, № 12) под заголовком «Фильм — обозрение или фильм — раздумье?» была опубликована запись дискуссии между критиками Анри Вартановым и Михаилом Блейманом. По мнению Вартанова, есть картины, создатели которых «не отягощают себя серьёзным замыслом» (например, «Путешествие в апрель»). Лента Данелии, по утверждению критика, к таковым не относится. Авторы фильма, составленного из знакомых «кусков жизни», дают новое представление о привычных вещах. Оппонируя собеседнику, Блейман, в свою очередь, утверждал, что не увидел в «Я шагаю по Москве» сюжетных новаций, хотя признал, что Москва снята «прекрасно». Блейману в картине не хватило разнообразия характеров и глубины мысли. Не возражая против появления таких фильмов, как «Я шагаю по Москве», критик заметил, что он выступает против утверждения «его стиля как главного в нашем искусстве». Дискуссию продолжили читатели «Советского экрана». Под рубрикой «Трибуна зрителя. О фильме спорят» в номере 19 за тот же год были опубликованы выдержки из читательской почты. Отклики на «Я шагаю по Москве» оказались настолько разноплановыми (часть зрителей одобряла фильм, часть выступала резко критично), что в редакционном комментарии указывалось: «Как будто речь идёт не об одной картине, а о совершенно разных произведениях!»
Интерес к работе Данелии и Шпаликова сохранялся в советских изданиях и спустя годы после премьеры. Литературный критик Владимир Огнев в журнале «Юность» в 1976 году, рассказывая о творческой эволюции режиссёра и его движении к жанру трагикомедии, писал:

Уже в «Я шагаю по Москве» были эпизоды лирической грусти, в которых как бы ничего особенного и не происходило, но было ощущение брожения чувств молодого героя. И оно сливалось с музыкой и изображением, создавая тот колорит смешения лёгкости и тревоги, покоя и скрытого драматизма события, которые и создавали неповторимую данелиевскую атмосферу — музыкальную не по жанру, а по ритму настроения.— Владимир Огнев

## В контексте кинематографа оттепели
Советское кино эпохи оттепели рассматривается киноведами как отдельная веха в культурном пространстве страны. Его недолгая история, напрямую связанная с «ослаблением идеологического ошейника», началась во второй половине 1950-х годов с нового осмысления опыта войны («Летят журавли» Михаила Калатозова, «Баллада о солдате» Григория Чухрая, чуть позже — «Иваново детство» Андрея Тарковского и другие). В начале 1960-х советский кинематограф подошёл к освоению камерного пространства — на экранах стал создаваться образ города, в котором живут люди, связанные между собой «чувством единства поколения». В фильмах появился новый герой — «человек думающий, а не исполняющий чью-то волю». На развитие этой темы весомо повлияла драматургия Геннадия Шпаликова — его сценарии фактически заложили новые принципы сюжетосложения; благодаря им возникла поэтика, основу которой, по словам кинокритика Евгения Марголита, составило «само движение жизни». Фильм Марлена Хуциева «Застава Ильича», снятый по сценарию Шпаликова, исследователи называют «первым свободным кино периода оттепели» (Евгений Марголит), «кульминационной точкой наших упований» (Юрий Богомолов), «энциклопедией оттепельной жизни» (Анатолий Кулагин).

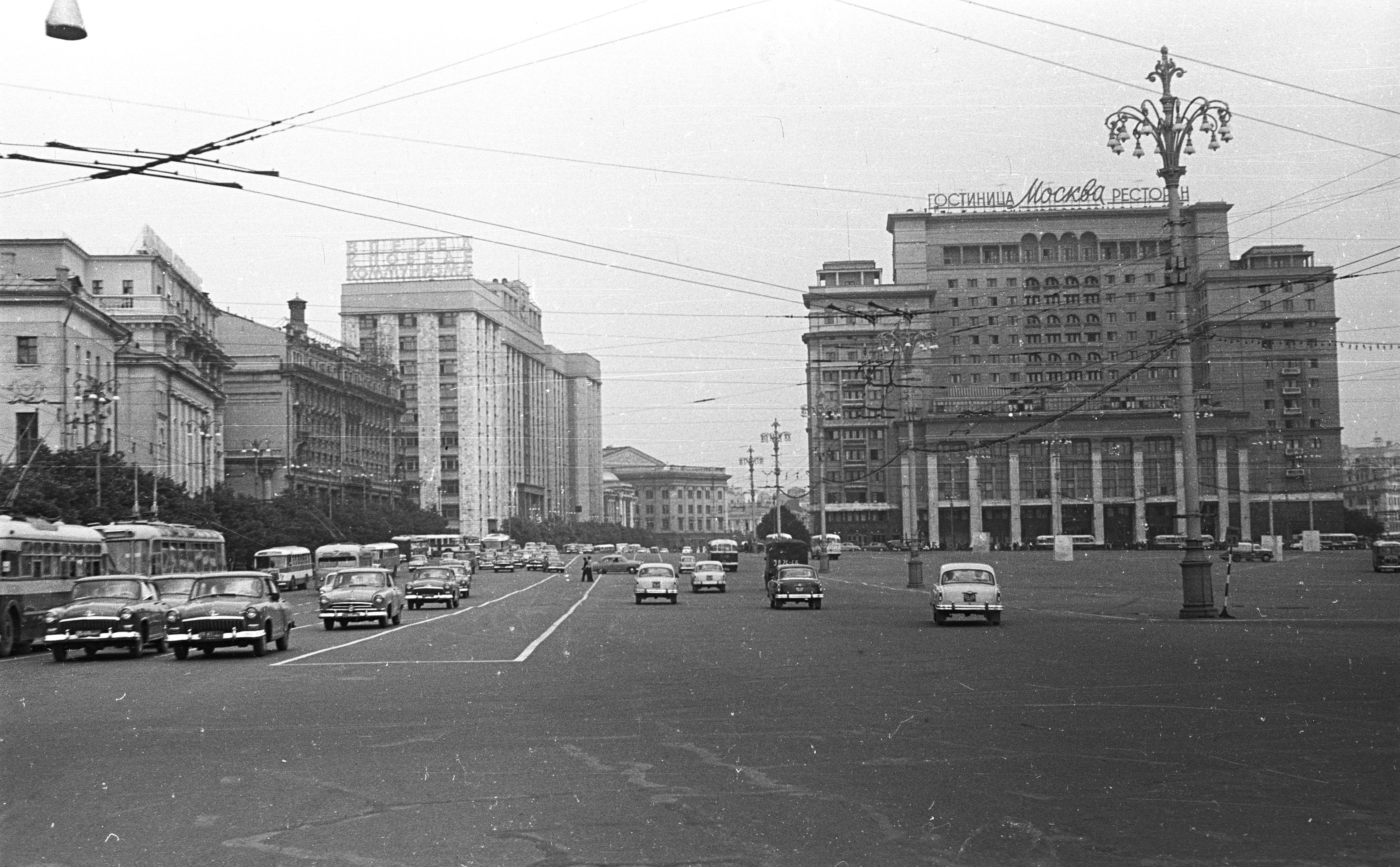
Москва. Начало 1960-х годов

Лента Хуциева — это своеобразная хроника жизни трёх молодых людей, чьи рефлексии, вопросы и поиски смысла существования легли в основу сюжета. Число три (возможно, восходящее к популярному в ту пору роману Ремарка «Три товарища») присутствует и в других картинах 1960-х годов — речь идёт о фильмах «Коллеги», «Мой младший брат», «До свидания, мальчики», «Я шагаю по Москве». Картина Георгия Данелии, имеющая в отдельных посылах «генетическое» родство с «Заставой Ильича», положила начало жанру молодёжной лирической комедии (или лирического повествования), событийный ряд которой ограничен небольшим отрезком времени; позже в русле этого же направления были созданы такие ленты, как «Звонят, откройте дверь» Александра Митты, «Не самый удачный день» Юрия Егорова, «День солнца и дождя» Виктора Соколова и другие.
Одним из главных событий оттепели стало возвращение советских фильмов в контекст мирового кинематографа. Если в 1920-х и начале 1930-х годов режиссёры, сценаристы и операторы СССР были в курсе основных новаций (и даже демонстрировали «кинематографический импрессионизм» при изображении города — например, в картине Бориса Барнета «Дом на Трубной»), то в последующие десятилетия эстетическое взаимопонимание с коллегами из других стран оказалось утраченным. Участие фильма «Летят журавли» в Каннском кинофестивале 1958 года стало для советского кино своеобразным прорывом. Со второй половины 1950-х годов началось определённое сближение советского и французского кино. Режиссёры эпохи оттепели и представители «французской новой волны» стали почти одновременно создавать в своих фильмах мир Москвы и Парижа, уголков провинциальной Франции и маленьких советских городов. Тогда же авторов ряда картин заинтересовал детский и юношеский взгляд на общечеловеческие проблемы — к художественному освоению этого материала обратились Михаил Калик («Человек идёт за солнцем»), Георгий Данелия («Серёжа», «Я шагаю по Москве»), Жак Тати («Мой дядя»), Альбер Ламорис («Красный шар»), Луи Маль («Зази в метро») и другие. По словам искусствоведа Нины Баландиной, «сюжетом или главным структурным элементом композиции многих из этих фильмов является прогулка по городу, которая для их героев почти так же загадочна и значительна, как кругосветное путешествие».

Показателен французский вариант названия фильма Г. Данелии «Я шагаю по Москве» для Каннского кинофестиваля, звучащий почти как первая строчка знаменитой песни Джо Дассена о Париже: «J’aime balader à Moscou». Воздух города, его мимолётность рождает сказки, пародии, драмы, семейные истории, смешивает трагическое и комическое, заставляет героя взрослеть. 

## Музыкально-поэтическая тема

### Стихотворение Шпаликова
О, что напела мне страна?
Какие пали дивиденты?
Поёт и тенор и шпана —
А мне положены проценты.
Спустя годы после выхода фильма Данелии Шпаликов, пребывая в безденежье и живя возле пельменной в Сокольниках, говорил: «Если бы каждый, кто поёт мою песню „А я иду, шагаю по Москве“, дал мне по рублю, я был бы миллионером». Песня, начинающая строчкой «Бывает всё на свете хорошо…», звучит в конце картины и сопровождается финальными титрами. Существуют разные версии, связанные с историей её создания. По воспоминаниям первой жены Шпаликова Наталии Рязанцевой, текстовая основа была придумана во время их случайной встречи у кассы Российского общества охраны авторских прав (РООАП), состоявшейся уже после развода. Шпаликов пребывал в цейтноте, потому что музыка Андрея Петрова была написана, и Данелия настоятельно требовал стихов. В тот день, прогуливаясь с Рязанцевой по улицам Замоскворечья, Геннадий искал стихотворную тему и интересовался мнением бывшей жены — ей запомнились напеваемые им строчки «про тундру, тайгу и фиалки».
Согласно версии другого очевидца и участника событий — Евгения Стеблова, Шпаликов набросал текст в зале ресторана «София» на площади Маяковского («едва ли не на меню»), наблюдая через окно за процессом съёмок сцены прохода Саши и Кольки под эстакадой. По воспоминаниям Стеблова, изначально предполагалось, что песня будет звучать не только в финале, но и в первой части картины (в доме Кольки). Тем самым песня как лейтмотив послужила бы скреплению сюжета и акцентировала бы основную мысль фильма о том, что «бывает всё на свете хорошо», — именно с этого утверждения танцующей девушки на аэродроме фактически начинается действие ленты.
Существует также режиссёрская версия появления текста, воспроизведённая в воспоминаниях Данелии. По словам режиссёра, в тот момент, когда он и оператор фильма Вадим Юсов устанавливали аппаратуру на крыше «Софии», на улице появился сценарист. Увидев его, Данелия в ультимативной форме прямо с крыши — через мегафон — потребовал немедленно сочинить текст. В ответ Шпаликов предложил использовать своё ранее написанное стихотворение — «Я шагаю по Москве, / Как шагают по доске…» Вариант был отвергнут режиссёром как не ложащийся на музыку Петрова. Пока шли съёмки эпизода, поэт всё же написал окончательный вариант, который и прозвучал в фильме. Песня была в дальнейшем принята худсоветом, но с одной поправкой. В строке последнего куплета «Над лодкой белый парус распущу, / Пока не знаю где…» представители худсовета потребовали заменить слова на «Пока не знаю с кем», увидев в оригинальном варианте намёки на возможную эмиграцию из СССР. В окончательную редакцию песни не вошёл куплет-цитата: «Москва, Москва, люблю тебя как сын, / Как русский пламенно и нежно, / Люблю поток твоих машин / И летний ветер свежий».

### Музыка Петрова
И только уже после перезаписи я понял, как удивительно слышит Данелия фильм… И последующая работа с этим режиссёром — в фильмах «Я шагаю по Москве» и «Тридцать три» — тоже доставила мне большое удовлетворение.
Музыка Андрея Петрова является лирическим фоном картины, разработка песенной темы присутствует во многих эпизодах. В энциклопедии «Первый век нашего кино» Кирилла Разлогова отмечено, что музыка композитора, «обладая лёгкой напевностью, сопутствовала героям, тонко оттеняла их настроения и как бы ещё более выявляла гармоничность мира». Мелодические фразы песни «Я шагаю по Москве» вызывают самые разнообразные ассоциации. С одной стороны, в них слышатся гудки водителей в уличных пробках: «та-та, та-та»; с другой — возникает воспоминание о популярной в ту пору песне «Се си бон» («Это так хорошо — пойти неважно куда») в исполнении Ива Монтана. По характеру жизнеощущения песня Петрова сопоставима с предвоенными маршами Исаака Дунаевского. Разница заключается в том, что в молодёжных маршах Дунаевского словно зафиксирован целеустремлённый спортивный шаг, тогда как у Петрова иная поступь — прогулочная. Если в песнях Дунаевского присутствует обобщённый образ «физкультурника», напоминающий персонажа картин Александра Дейнеки или работ Веры Мухиной, то герой Петрова — это представитель другого поколения, со сложным миром личных чувств и переживаний.

Длинные, словно парящие мелодические фразы каждый раз к концу меняют тональное направление; будто на киноэкране открываются всё новые и новые перспективы. А затем словно и экран из обычного превращается в панорамный и перспектива становится объёмной — когда куплет модулирует в новую тональность, постепенно поднимаясь и спускаясь по полутонам.— Михаил Бялик
Помимо композиторских вариаций основной мелодии, в ленту включены и непосредственные «голоса» большого города: звуки радиоприёмника и электрофона, фрагменты мелодий, бой курантов, выполняющий роль постоянного рефрена, а также напевание и насвистывание мотивов. К примеру, полотёр в момент встречи с героями напевал, явно фальшивя, популярную в те годы песню Юрия Визбора «Если я заболею, к врачам обращаться не стану…» на стихи Ярослава Смелякова. Ту же песню нестройно исполняли персонажи вышедшего в 1966 году фильма Эльдара Рязанова «Берегись автомобиля» — Юрий Деточкин и Максим Подберёзовиков.

## Образ Москвы. Приметы времени

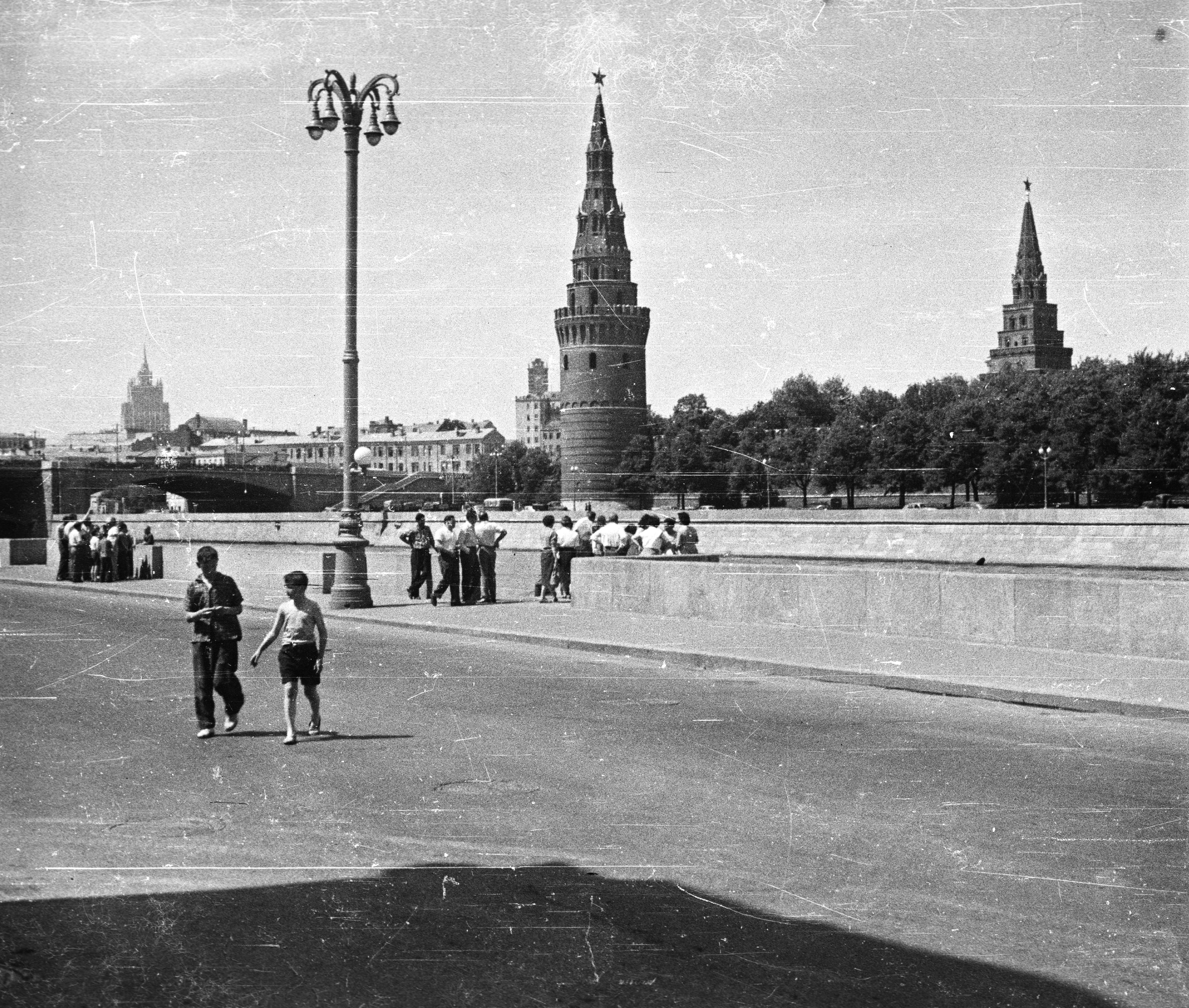
Москва. Начало 1960-х годов

Благодаря приметам времени, зафиксированным операторской кинокамерой, фильм «Я шагаю по Москве» спустя десятилетия после выхода на экран стал выполнять роль ещё и «визуального документа», позволяющего зрителям погрузиться в московскую реальность начала 1960-х годов. Среди этих примет — настенная мозаика с изображением рабочих и крестьян, танцы во дворе под звуки проигрывателя, уличные автоматы по продаже газированных напитков, бесплатные концерты и массовые мероприятия на открытых парковых площадках, собирающие большую аудиторию. Рядом с домом, где живёт главный герой, стоит ЗАЗ-965А, получивший в среде автовладельцев прозвище «горбатый», — советская микролитражка, выпуск которой начался за четыре года до выхода картины. На Васильевском Спуске Колька и Володя проходят мимо шеренги экскурсионного транспорта. Попавшие в кадр автобусы ЛИАЗ-158 не предназначались для специального размещения туристов — в основном это были рейсовые машины, курсировавшие по городским маршрутам. Они использовались для съёмок и в других фильмах 1960-х годов — так, в сценах конфликта студента Шурика и хулигана Феди — персонажей комедии Леонида Гайдая «Операция «Ы» и другие приключения Шурика» — участвует автобус именно этой модели. В фильме показано также строительство станции метро «Остаповское шоссе», которая в 1966 году была открыта под названием «Волгоградский проспект».
В число достопримечательностей Москвы, показанных в картине, входит ГУМ. Оказавшись среди группы туристов на Красной площади, Колька, подражая интонациям профессионального экскурсовода, предлагает гостям «посмотреть налево» и оценить Государственный универсальный магазин как «яркий пример вычурной псевдорусской архитектуры конца XIX столетия». В самом ГУМе было снято несколько эпизодов. Появление киногруппы вызвало большое оживление среди покупателей — по воспоминаниям Никиты Михалкова, толпа посетителей начала собираться вокруг артистов как раз в тот момент, когда осветители только приступили к установке аппаратуры. Чтобы погасить возникший ажиотаж, Данелия предложил коллегам принести запасную камеру и организовать инсценировку съёмочного процесса в дальнем углу магазина. Благодаря этому манёвру площадка на втором этаже, необходимая для съёмок, освободилась. Покупатели ГУМа, не зная, что они находятся в объективе работающих камер, вели себя естественно и свободно общались с продавцами и друг с другом.

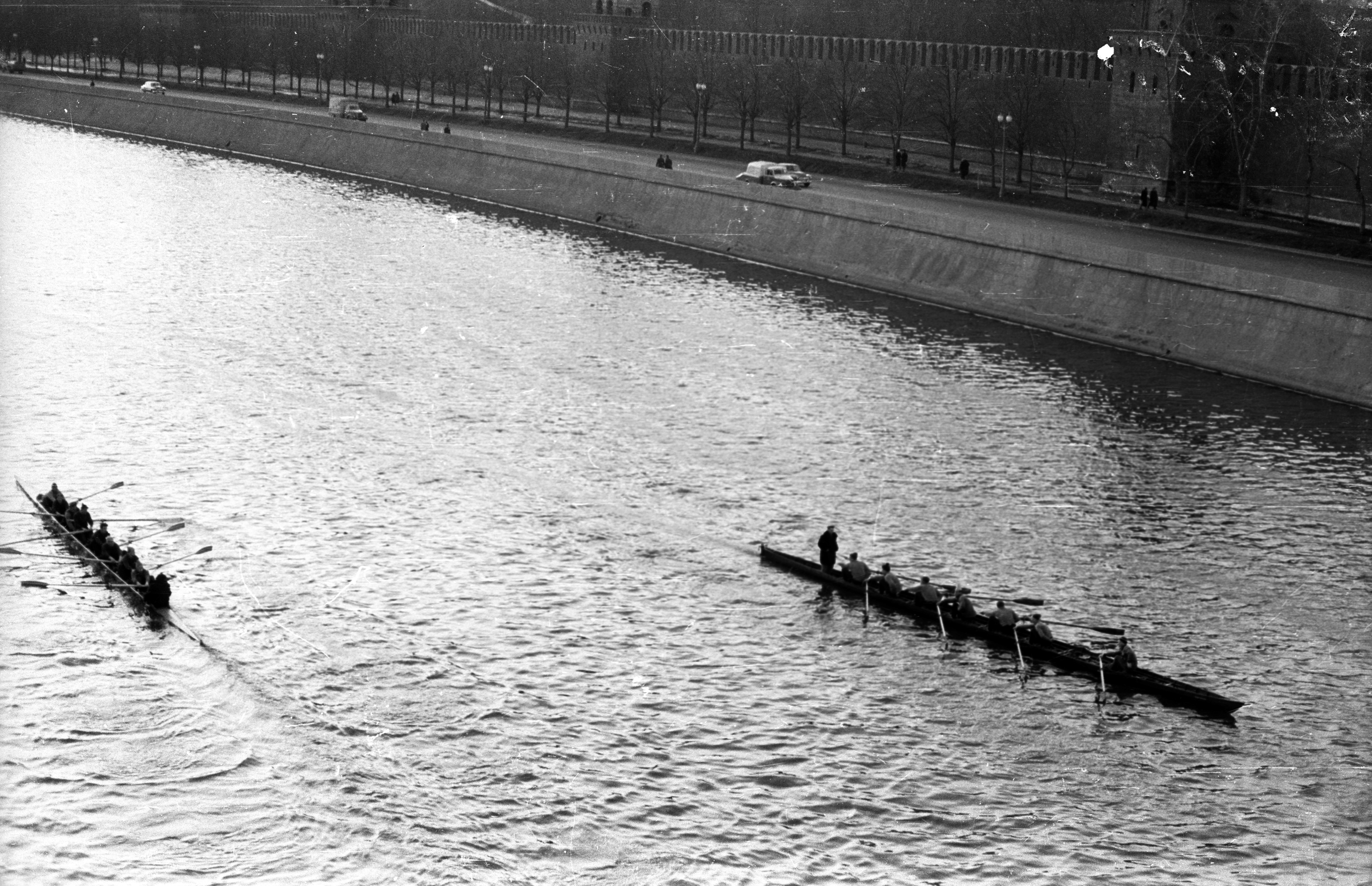
Москва. Начало 1960-х годов

Выйдя из ГУМа, герои фильма направляются к Красной площади, по которой в ту пору ещё ездили автомобили. Другая примета времени — возможность свободно перемещаться по Кремлю — возникла именно в эпоху оттепели: в течение нескольких десятилетий после Октябрьской революции доступ на его территорию для обычных москвичей и гостей города был закрыт. В период правления Хрущёва появилась ещё одна новация — она была связана с запретом семьям партийной и советской номенклатуры постоянно проживать в кремлёвских дворцах и корпусах. Последними их обитателями стала семья Климента Ворошилова, покинувшая кремлёвскую резиденцию за год до начала съёмок фильма — в 1962-м.
Значительная часть столичных топографических объектов воспроизведена в картине с почти документальной точностью. Тем не менее в одной из начальных сцен, а также в финальном эпизоде присутствуют отсылки к «фиктивному» адресу и направлению. В первом случае Володя Ермаков спрашивает у пассажиров метро, как добраться до Строительного переулка; с этого вопроса начинается знакомство сибирского монтажника с Колькой, который с готовностью соглашается «проложить» для столичного гостя нужный маршрут. Однако Строительного переулка в Москве никогда не было — зато имелись четыре улицы Строителей на Юго-Западе (одна из которых упоминалась в фильме «Ирония судьбы, или С лёгким паром!») и расположенный в Южном Тушине Строительный проезд. В заключительных кадрах ленты, когда герои, расставаясь в метро, разъезжаются в разные стороны, также фигурирует несуществующее направление: Ермаков, вбегая после прощания с Алёной и Колькой в вагон, отправляется фактически в тупик, поскольку в момент съёмок фильма станция «Университет» на Кировско-Фрунзенской линии была конечной. Это подтверждает и мелькнувшая в кадре табличка «Посадки нет».
Сопоставляя образ большого города, созданный в фильме «Я шагаю по Москве», с обликом советской столицы из других советских картин (в том числе из «Чёртова колеса» Григория Козинцева и Леонида Трауберга, «Новой Москвы» Александра Медведкина, «Подкидыша» Татьяны Лукашевич, «Светлого пути» Григория Александрова), киноведы Любовь Аркус и Олег Ковалов отметили черты, обозначенные в картине Данелии и Юсова:

Это Москва — город юных и лёгких на подъём. Здесь юноши ходят пружинистой походкой, а девушки почти всегда вальсируют под тёплыми струями дождя... Здесь легко находят новых друзей — и легко расстаются с ними, уезжая на далёкую сибирскую стройку с журналом «Юность», свёрнутым трубочкой, едва успев поцеловать в метро любимую девушку... Здесь настоящее братство связывает первых встречных и просто прохожих, и нет, пожалуй, у нас более легкокрылого фильма об эпохе шестидесятых...— Любовь Аркус, Олег Ковалов
Впоследствии Георгий Данелия вспоминал, что среди откликов на картину «Я шагаю по Москве» выделялось письмо от девушки из российской глубинки. Автор послания рассказала, что после просмотра фильма, поверив в радушие Москвы — «красивого и доброго города», она приехала в советскую столицу. Свободных номеров в гостинице не оказалось, ночевать юной провинциалке, у которой похитили все деньги, пришлось на вокзале; затем последовал привод в милицию — представители правоохранительных органов приняли гостью Москвы за проститутку. Данелия в ответном письме извинился перед зрительницей, пояснив, что «жизнь разная, и в жизни бывает разное. Этот фильм — о хорошем. И поэтому Москву мы показали такой приветливой. Но, к сожалению, она бывает и другой».

## Премьера. Кинофестивали и награды
При сдаче фильма у чиновников Госкино возник вопрос по поводу смысла и темы ленты. На вопрос, о чём рассказывает картина, её создатели пояснили, что произведение является комедией. Тогда же, в ответ на удивление («А почему не смешно?»), был уточнён термин, связанный с жанром: «Я шагаю по Москве» — лирическая комедия. Это словосочетание появилось и в титрах. Фильм был снят с опережением графика, и 31 января 1964 года председатель Госкино Алексей Романов объявил благодарность съёмочной группе «за досрочное завершение работы». Премьера картины состоялась 11 апреля 1964 года в кинотеатре «Россия». В прокат было выпущено 899 её копий, посещаемость составила двадцать миллионов зрителей. В том же году фильм стал участником Каннского кинофестиваля, где картина Данелии (наряду с работами других молодых режиссёров) была отмечена почётным упоминанием в решении жюри: «За индивидуальность и обещания, которые они выразили в своих произведениях».
Французская пресса, по сообщению журнала «Советский экран» (1964, № 13), весьма живо отреагировала на показ советской ленты. Так, газета «Юманите» писала в дни фестиваля, что «фильм сделан с хорошим настроением, он заставляет смеяться, он пробуждает добрые чувства, в него веришь… Мы охотно бы присудили Никите Михалкову Пальмовую ветвь за лучшую мужскую роль». Издание «Леттр франсез» прогнозировало, что картина будет иметь «большой успех на экранах Франции». Ежедневная газета «Фигаро» характеризовала работу Данелии как «репортаж о советской столице, смешанный с комическими происшествиями». Издание «Провансаль» сравнивало её с «весенним дождём на молодом лице», добавляя, что «Я шагаю по Москве» является самой оптимистичной лентой Каннского фестиваля. По мнению корреспондента газеты «Нис матэн», картина входит в число тех кинематографических работ, которые заслуживают награды фестиваля: «„Я шагаю по Москве“ очаровал зрителей своей простотой и своей прелестной музыкой».
В июне 1964 года картина была показана в Копенгагене в рамках Недели советского фильма. В том же месяце прошла демонстрация ленты в Стокгольме. В июле фильм Данелии был привезён на фестиваль советских фильмов в Сантьяго. В октябре дни советского кино прошли в Польше. Там — наряду с «Гамлетом» и «Живыми и мёртвыми» — была показана картина «Я шагаю по Москве». В год премьеры картина демонстрировалась также в Великобритании, Канаде, Болгарии, Венгрии, Индии, Люксембурге, ОАР, Финляндии, Франции, Чили, Японии. В этом же году жюри I Всесоюзного кинофестиваля в Ленинграде отметило премией «За лучшую операторскую работу» Вадима Юсова. Он же получил первую премию на Международном техническом конкурсе фильмов в рамках VI конгресса УНИАТЕК в Милане («за высокое качество фотографии и прекрасное движение камеры в соответствии с сюжетом фильма») и был удостоен премии на XV МКФ трудящихся Чехословакии и диплома участия на встрече-смотре в Праде (Франция).

## Над фильмом работали
В главных ролях:
| Актёр           | Роль                           | Описание                                            |
| --------------- | ------------------------------ | --------------------------------------------------- |
| Никита Михалков | Николай                        | москвич, молодой рабочий-метростроевец              |
| Алексей Локтев  | Владимир Ермаков               | сибиряк, монтажник, начинающий писатель из Качинска |
| Евгений Стеблов | Александр Индустриевич Шаталов | москвич, молодожён и призывник, друг Николая        |
| Галина Польских | Алёна                          | москвичка, продавщица в отделе грампластинок ГУМа   |

В фильме участвовали:
| Арина Алейникова — девушка, танцующая на аэродроме                                            | Валентина Ананьина — продавщица мороженого в ЦПКиО                                           | Светлана Беседина — девушка под дождём                             |
| Вероника Васильева — ведущая на конкурсе рисунков в ЦПКиО                                     | Мария Виноградова — верующая домработница с собакой                                          | Н. Лихобабина — эпизод                                             |
| Екатерина Мельникова — бабушка Коли                                                           | Ирина Мирошниченко — Катя, старшая сестра Николая                                            | Анна Павлова — Ангелина Петровна, секретарь в военкомате           |
| Алевтина Румянцева — дежурная у эскалатора на станции «Университет» московского метрополитена | Ирина Скобцева — «Надя, подружка Алёны», ночная прохожая с зонтиком                          | Любовь Соколова — мама Коли                                        |
| Данута Столярская — Аня, жена Виктора, брата Коли                                             | Ирина Титова — Света, невеста Саши Шаталова                                                  | Владимир Бабенко — эпизод                                          |
| Борис Балакин — таксист                                                                       | Владимир Басов — полотёр у писателя Воронова                                                 | Борис Битюков — Петрович, отец Алёны                               |
| Игорь Боголюбов — военком                                                                     | Ролан Быков — «загипнотизированный» посетитель ЦПКиО                                         | Виктор Волков — игрок в домино                                     |
| Г. Гуськов — уборщик в кафе (эпизод)                                                          | Пётр Должанов — прохожий у Чистых прудов                                                     | Лев Дуров — милиционер в отделении                                 |
| Евгений Казаков — игрок в домино, приятель Петровича                                          | Уно Масааки — японец, пассажир такси                                                         | Константин Новиков — прораб                                        |
| Аркадий Смирнов — Александр Петрович Воронов, писатель                                        | В. Сороковов — эпизод                                                                        | Вадим Шилов — пассажир-спорщик в вагоне метро                      |
| Виктор Шкурин — вор-карманник в ЦПКиО                                                         | Владимир Шурупов — Виктор, брат Коли с двумя детьми                                          | Геннадий Ялович — экскурсовод на Красной площади                   |
| Олег Видов — парень-велосипедист с зонтом, эпизод (нет в титрах)                              | Валентин Смирнитский — военнослужащий, покупатель в отделе грампластинок ГУМа (нет в титрах) | Инна Чурикова — участница конкурса рисунков в ЦПКиО (нет в титрах) |
| Георгий Данелия — чистильщик обуви (нет в титрах)                                             | Вероника Бужинская — эпизод (нет в титрах)                                                   | Иван Бычков — посетитель кафе, побежавший за вором (нет в титрах)  |
| Зоя Исаева — контролёр в танцевальном зале ЦПКиО (нет в титрах)                               | Любовь Касаточкина — продавец газированной воды (нет в титрах)                               | Маргарита Мерино — приезжая девушка в вагоне метро (нет в титрах)  |
| Александр Мыльников — эпизод (нет в титрах)                                                   | Зоя Русина — покупательница в отделе грампластинок ГУМа (нет в титрах)                       |                                                                    |

Съёмочная группа:
| Роль                            | Имя                        |
| ------------------------------- | -------------------------- |
| Автор сценария                  | Геннадий Шпаликов          |
| Режиссёр-постановщик            | Георгий Данелия            |
| Главный оператор                | Вадим Юсов                 |
| Художник                        | Александр Мягков           |
| Режиссёр                        | М. Чернова                 |
| Композитор                      | Андрей Петров              |
| Звукооператор                   | Сергей Минервин            |
| Дирижёр                         | Эмин Хачатурян             |
| Монтаж                          | Л. Лысенкова               |
| Костюмы                         | Д. Озерова                 |
| Грим                            | Т. Пантелеева, А. Демидова |
| Редактор                        | Ирина Сергиевская          |
| Оператор комбинированных съёмок | Борис Плужников            |
| Художник комбинированных съёмок | Альберт Рудаченко          |
| Директор картины                | Юзеф Рогозовский           |

## Комментарии
1. ↑  В 1987 году в Союзе кинематографистов было принято решение восстановить «Заставу Ильича». В 1988 году авторская версия картины Хуциева и Шпаликова вышла на экран[2].
2. ↑  В одном из интервью Г. Данелия рассказал, что профессия персонажа Кольки не имела особого значения для сюжета фильма, но он, желая порадовать своего отца — бывшего главного инженера Мосметростроя, сделал Кольку проходчиком метро[8].
3. ↑  В название фильма легла строчка из написанной в 1963 году песни Геннадия Шпаликова «Я шагаю по Москве, / Как шагают по доске»[11].
4. ↑  До этой роли Басов снялся лишь в трёх эпизодах в картинах «Школа мужества», «Крушение эмирата» и «Случай на шахте восемь», поставленных им самостоятельно или совместно с другими режиссёрами[31].
5. ↑  Фактура — «своеобразие, особенности художественной техники в произведениях искусства»[40]; В киноискусстве под фактурой понимается в том числе и фактура объектов съёмки — «структура поверхности природных и искусственных объектов, определяющая их внешний вид при съёмке». На внешний вид элементов фактуры в снятом изображении влияет их величина, форма, структура поверхности, удалённость от точки съёмки, фокусное расстояние и характеристики объектива, разрешающая способность киноплёнки, выбор направления и характера основного света при съёмке и др[41]; Сергей Эйзенштейн в своих работах утверждал, что в кинокадре важны шесть элементов, образующих «многоголосный комплекс»: 1) фактура изображения, составляющая его атмосферу; 2) конкретные зрительные элементы; 3) их цвет, то есть их «цветовое воздействие» в пределах черно-белой палитры; 4) звуковые элементы; 5) элементы движения и 6) эмоциональные элементы[42] .
6. ↑  «Кончаловка» — водка, в домашних условиях очищенная от сивушных масел и настоянная на смородиновых почках или сушёных ягодах смородины. Рецепт семьи Кончаловских[49][50].
7. ↑  В записях Шпаликова сохранилось упоминание о влиянии Ремарка: «Когда-то я украл толстого зелёного Эриха Марию Ремарка, но это было сделано ради блага хозяина: нельзя читать такие книжки, принимая всё всерьёз. Я считаю — это опасно, а этот парень относился к Ремарку с полным доверием и в один прекрасный день стал пить, как эти лихие автолюбители из „Трёх товарищей“, и бродить в тумане по Фрунзенской набережной с девушкой…»[75].
8. ↑  В переводе с французского: «Я люблю гулять по Москве».
9. 1 2  Распределение ролей на главные и второстепенные и положение актёров в списке основано на титрах фильма. Не включённые в титры актёры упоминаются по киноведческим источникам.
10. ↑  Список съёмочной группы составлен по титрам фильма.